# 샬럿 제닝스
샬럿 제닝스(영어: Charlotte Jennings, 1935년 ~ )는 영국의 화가, 판화가, 만화영화 일러스트레이터이다. 

## 생애
영국의 유명한 영화 감독 험프리 제닝스(Humphrey Jennings, 1907년 ~ 1950년)의 딸로, 제2차 세계 대전 기간 동안에는 아동 피난민으로 뉴욕에서 몇 년을 보내야 했다. 런던의 대학교 유니버시티 칼리지 런던(UCL)의 슬레이드 미술 대학(Slade School of Fine Art)에서 공부했다.

## 활동
1961년에는 유네스코가 후원하고 국제조형예술협회 프랑스 위원회가 주최한 파리 세계청년화가대회에 영국 대표로 참가했다. 1965년부터 1966에는 영국 헬스턴의 포스레번(Porthleven)에서 마이클 캐니(Michael CANNEY, 1923년 ~ 1999년)가 운영한 여름미술학교에서 작업하고, 포스레번 그룹 소속으로 포스레번 갤러리에서 전시도 했다. 콘월 지역의 예술가 색인(the Cornwall Artists Index)에 등장하고, 영국 공공 콜렉션에 포함되어 있는 모든 작품을 망라해서 보여주는 Art UK에 2점의 작품이 소개되고 있다.
2013년에 일어난 화재로 폐업한 커밍미술관(Cuming Museum)에도 샬럿의 리노컷(리노판화, 리놀륨 판화) 작품이 한 점 소장되어 있었고, 부동산임대업 회사인 캠던 콜렉션(Camden Collection)의 미술품 소장품(Camden Art Collection)으로 런던 시청에서 전시한 <구성된 여성(Women Constructed)>(2018/9/20-2018/11/10)에 8명의 다른 여성작가들과 함께 샬럿 제닝스의 작품이 소개되었다. 